# Clathria lissosclera
Clathria lissosclera är en svampdjursart som beskrevs av Patricia R. Bergquist och Fromont 1988. Clathria lissosclera ingår i släktet Clathria och familjen Microcionidae. Inga underarter finns listade i Catalogue of Life.